# Parcie hydrostatyczne
Parcie hydrostatyczne, napór hydrostatyczny – siła nacisku, jaką płyn wywiera na daną powierzchnię. Siła ta jest normalna do tej powierzchni.
Parcie hydrostatyczne jest związane z ciśnieniem wzorem
{\displaystyle d{\vec {P}}=pd{\vec {S}}}
gdzie:
{\displaystyle d{\vec {S}}} – wektor powierzchni nieskończenie małego fragmentu {\displaystyle ds} powierzchni {\displaystyle S}
{\displaystyle p} – ciśnienie hydrostatyczne w punkcie znajdującym się na powierzchni {\displaystyle ds}.
Ponieważ rozpatrywane są nieskończenie małe elementy, przyjmuje się, że ciśnienie jest stałe na poziomie każdej takiej powierzchni {\displaystyle ds.}
Dla powierzchni płaskich i stałego ciśnienia w każdym punkcie powierzchni wzór na parcie hydrostatyczne upraszcza się do postaci
{\displaystyle P=pS.}
Płyn w stanie spoczynku wywiera parcie zarówno na dno, jak i ścianę naczynia.
Parcie na ścianę poziomą można obliczyć ze wzoru
{\displaystyle N=\rho ghS}
gdzie:
{\displaystyle N} – parcie hydrostatyczne [N]
{\displaystyle \rho } – gęstość cieczy [kg/m³]
{\displaystyle g} – przyspieszenie ziemskie [m/s²]
{\displaystyle h} – wysokość słupa cieczy [m]
{\displaystyle S} – pole powierzchni ściany [m²].
Wzór na parcie dla ściany pionowej to
{\displaystyle N=\rho h_{0}gS}
gdzie:
{\displaystyle h_{0}} – głębokość środka geometrycznego ściany.